# Zack Ryder
Matthew Brett Cardona, detto Matt Cardona (Merrick, 14 maggio 1985), è un wrestler statunitense.
È principalmente ricordato per i suoi trascorsi tra il 2007 e il 2020 nella WWE, federazione nella quale, con il ring name Zack Ryder, ha vinto una volta l' Intercontinental Championship e lo United States Championship e due volte il World Tag Team Championship con Curt Hawkins.

## Biografia
In adolescenza ha avuto un tumore al piede, ma è riuscito a guarire dopo diverse operazioni chirurgiche.

## Carriera

### Circuito indipendente (2005–2007)
Matthew Cardona debuttò nel mondo del wrestling nell'estate del 2005, iniziando a lottare nella New York Wrestling Connection con il ring name Brett Matthews; successivamente iniziò a far coppia con Brian Myers, vincendo il NYWC Tag Team Championship per due volte.
Il 24 febbraio 2006 firmò un contratto di sviluppo con la World Wrestling Entertainment e venne subito inviato nella Deep South Wrestling, dove cambiò ring name in Brett Majors e continuò a fare coppia con Brian Myers; i due si fecero chiamare Majors Brothers e vinsero per due volte il DSW Tag Team Championship. Nel 2007 passarono alla Ohio Valley Wrestling, vincendo una volta l'OVW Southern Tag Team Championship.

### World Wrestling Entertainment (2007–2020)

#### Alleanza con Edge (2007–2009)

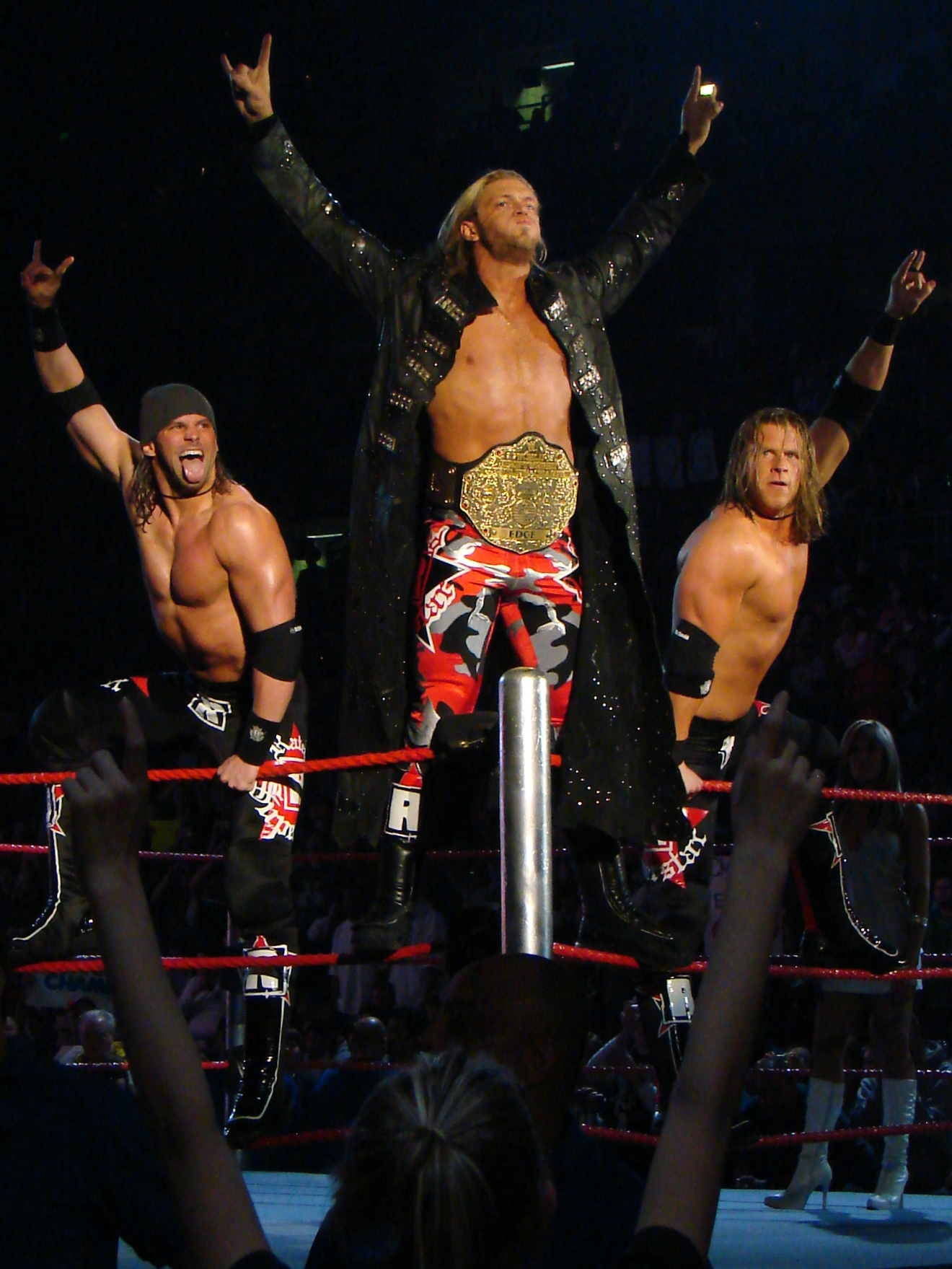
Zack Ryder (a sinistra) insieme ad Edge e Curt Hawkins nel 2008

Nell'estate del 2007 Cardona e Myers vennero promossi nel roster principale; debuttarono a SmackDown! durante la puntata del 2 luglio, sconfiggendo facilmente due jobber locali. Nel mese di novembre riuscirono anche ad avere un'opportunità titolata al WWE Tag Team Championship, ma vennero sconfitti dai campioni Matt Hardy e Montel Vontavious Porter.
Il 16 dicembre 2007, nel corso del pay-per-view Armageddon, i Majors Brothers aiutarono Edge a vincere il World Heavyweight Championship in un Triple Threat match contro Batista e The Undertaker. Pochi giorni dopo i due cambiarono i propri ring-name in Zack Ryder e Curt Hawkins; insieme a Bam Neely e Chavo Guerrero, nipote dell'allora General Manager Vickie Guerrero, formarono poi una stable chiamata La Familia. Il 20 luglio 2008, a Great American Bash, conquistarono i WWE Tag Team Championship sconfiggendo John Morrison e The Miz in un 4-Way Tag Team match al quale presero parte anche Jesse & Festus e Finlay & Hornswoggle. Dopo aver lasciato Edge, i due persero i titoli il 26 settembre 2008 contro Carlito e Primo Colón. Durante la WWE Draft 2009 Zack Ryder venne trasferito nel roster della ECW, mentre Curt Hawkins venne mandato nella Florida Championship Wrestling, all'epoca territorio di sviluppo della WWE.

#### Opportunità titolate (2009–2011)

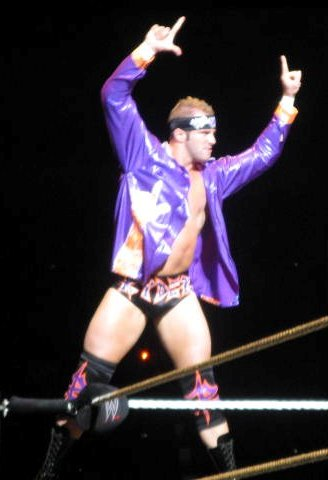
Zack Ryder nel 2010

Zack Ryder debuttò nella ECW con una nuova gimmick. Nel suo primo incontro perde a WWE Superstars contro Finlay. Poi in ECW batterà alcuni jobbers prima di ottenere due vittorie contro il debuttante Tyler Reks e Goldust. Nel corso della puntata del 15 settembre 2009 vince una Battle Royal e diventa il numero 1 contender per l'ECW Championship. La settimana successiva non riesce a conquistare la cintura perdendo col campione Christian. Dopo qualche settimana combatte di nuovo contro Christian ma è sempre il campione a uscire vincitore. Nella puntata del 20 ottobre viene inserito in un match contro Yoshi Tatsu per il ruolo il primo sfidante per l'ECW Championship ma è il giapponese a ottenere la vittoria. Nella puntata di ECW del 3 novembre, Zack Ryder intraprende una storia d'amore con la diva Rosa Mendes, la quale inizialmente lo distrae in tutti i suoi match. Contemporaneamente, Zack comincia una rivalità con Shelton Benjamin il quale sembra avere la meglio grazie alle continue distrazioni su Rosa. Il 25 novembre, Rosa diventa ufficialmente sua manager e, grazie ai suoi aiuti, Zack riesce a vincere parecchi match, anche contro Benjamin; ma alla fine sarà proprio il lottatore di colore a vincere la faida. Nella puntata del 15 dicembre Zack Ryder non riesce a qualificarsi per la finale del torneo ECW Homecoming venendo sconfitto da Kane. Zack nell'ultima puntata della ECW del 2009 ha messo fine alla carriera di Tommy Dreamer battendolo in un match in cui proprio Dreamer aveva messo in palio la sua permanenza in WWE. Il 31 gennaio 2010 partecipa alla Royal Rumble venendo eliminato subito dopo qualche minuto da CM Punk.
Passa nel roster di Raw dopo la chiusura dell'ECW insieme a Rosa Mendes nell'edizione di Superstars del 25 febbraio sconfiggendo Primo Colon. Ryder non riesce però a qualificarsi per il Money in the Bank di WrestleMania XXVI venendo sconfitto da MVP. A WrestleMania arriva secondo alla battle royal vinta da Yoshi Tatsu. Diventa poi mentore del rookie Titus O'Neil a NXT. Nella puntata di Raw del 14 giugno, fallisce l'assalto al WWE United States Championship in un fatal 4-way vinto poi da The Miz. Nella puntata del 23 agosto, Zack Ryder viene scelto da Sheamus come sfidante al WWE Championship di quest'ultimo. Zack Ryder viene però sconfitto in meno di 10 secondi.
Incomincia poi a combattere a WWE Superstars, show dove sarà presente per tutto il 2010. Dal 20 gennaio 2011 inizia a combattere in coppia con Primo a Superstars, sconfiggendo in un tag team match la coppia formata da Darren Young e David Hart Smith. Ryder partecipa alla Royal Rumble entrando per quarto ma viene eliminato da Daniel Bryan poco dopo. Il sodalizio con Primo intanto continua ed i due affronteranno i campioni di coppia Santino Marella e Vladimir Kozlov a Superstars il 17 febbraio, senza successo. Nelle settimane successive alterna vittorie (contro Vladimir Kozlov e David Hart Smith) a sconfitte (contro The Great Khali ed Evan Bourne). Nell'edizione di Superstars del 12 maggio batte Vladimir Kozlov con l'aiuto dell'ex tag team partner Curt Hawkins. La settimana dopo, combatte dopo oltre due anni di nuovo insieme al suo tag team partner Curt Hawkins, subendo però una sconfitta per mano di Santino Marella e Vladimir Kozlov.

#### United States Champion (2011–2013)

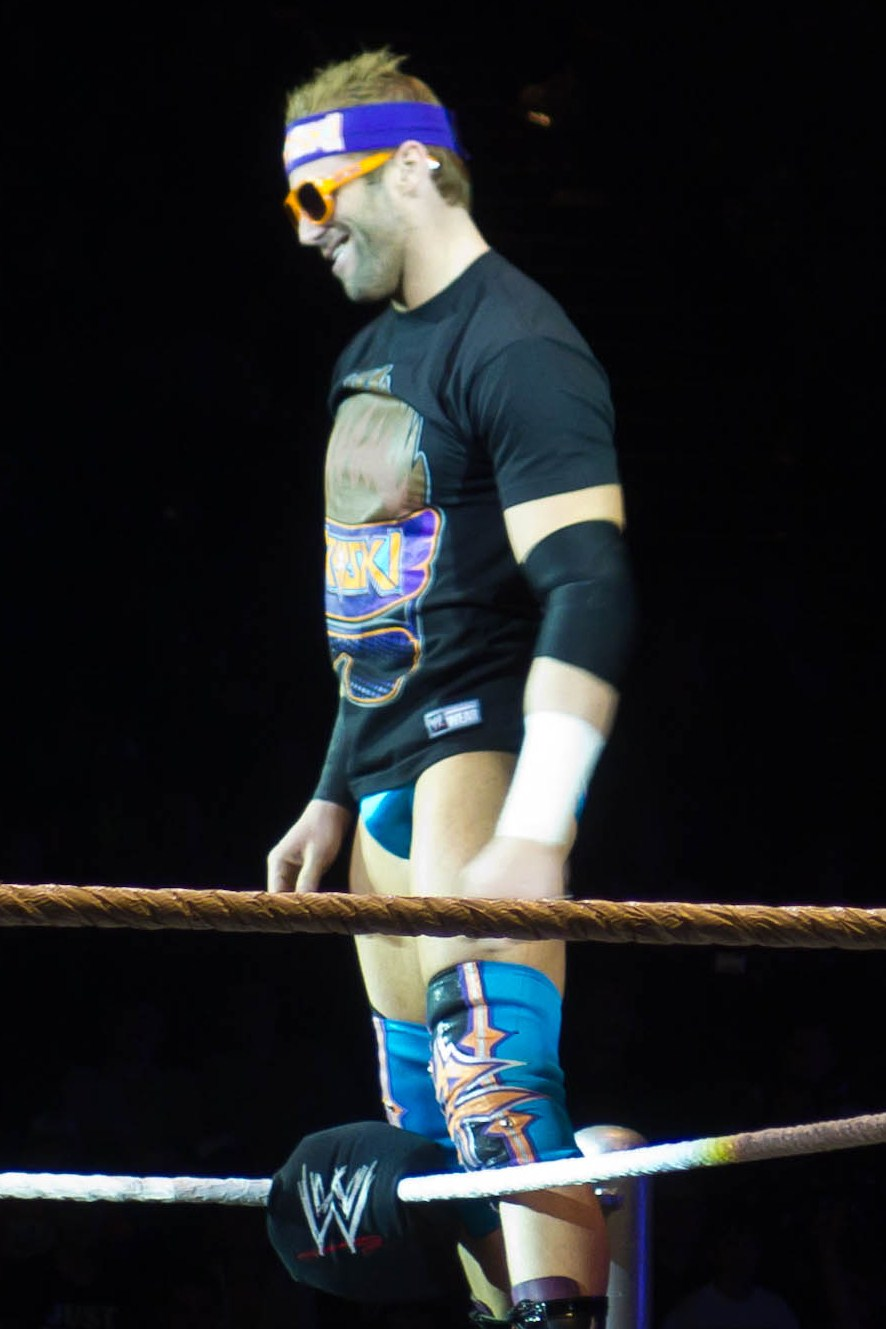
Zack Ryder nel 2011

Nella puntata di Raw del 6 giugno Zack Ryder appare per la prima volta nel 2011 nello show rosso, venendo sconfitto da Kofi Kingston. Nella puntata di Superstars del 16 giugno si presenta a Long Island, da dove proviene, e batte il suo ex tag team partner Primo, effettuando dunque un Turn Face. Nella puntata di NXT del 21 giugno, Zack Ryder lancia una sfida al suo rookie della seconda stagione del programma, Titus O'Neil, che affronta e sconfigge. Il 2 luglio, in un house show a Melbourne, difende il suo Internet Championship contro Primo. Nella puntata di Raw del 25 luglio, Ryder ottiene la sua prima vittoria nello show del 2011, sconfiggendo Michael Cole. Nella puntata di SmackDown del 29 luglio viene promosso dal Chairman WWE Triple H come assistente del GM di Smackdown Theodore Long. Il 19 agosto, a SmackDown, partecipa ad una battle royal per decretare lo sfidante di Randy Orton a Night of Champions ma viene eliminato da Hunico, nelle vesti di Sin Cara. Nella puntata di Superstars del 1º settembre, Ryder ha la meglio su Tyson Kidd. Nel frattempo, è coinvolto in una faida con Drew McIntyre, in cui riesce ad imporsi.
Nella puntata di Raw del 19 settembre, aiutato dall'ospite speciale della puntata Hugh Jackman, sconfigge il detentore dello United States Championship Dolph Ziggler in un match non titolato. Nella puntata successiva di Raw, ottiene così una title shot, ma l'intervento ai suoi danni di Jack Swagger gli costa l'incontro. Nella stessa serata, il GM Theodore Long sancisce un match 6-Man Tag team match con Zack e gli Air Boom che si troveranno contro Doplh Ziggler, Jack Swagger e Mason Ryan. Ma quest'ultimo colpisce i suoi compagni di squadra passando dalla parte dei face: grazie al suo tradimento, Ryder e soci otterranno la vittoria, grazie al pin dello stesso Zack su Ziggler
A Vengeance perde il match per lo United States Championship contro Dolph Ziggler, a causa dell'intervento di Jack Swagger e Vickie Guerrero. Nella puntata successiva di Raw, Zack doveva fare coppia nel Main Event con John Cena in un tag team match contro The Miz e R-Truth: ma all'improvviso, durante un'intervista, viene attaccato dal duo avversario, che lo mette fuori uso per il match. Nella puntata di Halloween del 31 ottobre a Raw, Zack continua la sua faida con Dolph Ziggler, vincendo il match ma non la cintura degli Stati Uniti.
Nella puntata di RAW a Liverpool del 7 ottobre Ryder salva John Cena da un assalto degli Awesome-Truth; più tardi, però, lui e Cena perdono un tag team match che li vedeva contrapposti. Nella puntata di Raw del 5 dicembre viene sconfitto da John Cena, perdendo anche l'opportunità di andare per il titolo degli Stati Uniti contro Dolph Ziggler; Cena rinuncia però a partecipare al fatal four-way di TLC per il titolo WWE, "barattando" il suo incontro per dare un'altra opportunità a Ryder. Quest'ultimo si trova ad affrontare così Mark Henry, vince grazie all'intervento di Cena, che approfitta della stipulazione dell'incontro che non prevedeva squalifiche. Ryder ottiene così un'opportunità titolata per TLC: Tables, Ladders & Chairs, dove sarebbe stato contrapposto al campione Dolph Ziggler. Nella puntata di Raw del 12 dicembre, dedicata agli Slammy Awards, partecipa ad un Fatal 4-Way Match contro Dolph Ziggler, Cody Rhodes e Daniel Bryan, che viene vinto dal campione degli Stati Uniti. Dopo il match, Ryder vince lo Slammy per la "#Trending Superstar Of The Year", ma viene attaccato alla spalle da Ziggler che gli porta via la statuetta. Nel pay-per-view, Zack Ryder sconfigge Dolph Ziggler conquistando lo United States Championship. Inizia ad interessarsi ad Eve Torres, cercando di conquistarla con le sue prestazioni nel quadrato.
Nella prima puntata di Raw del 2012, Zack avrebbe dovuto disputare un 6-men elimination tag team match un con John Cena e Big Show contro Jack Swagger, Kane e Mark Henry. Kane però non si presenta e l'incontro diventa un 3 vs 2 Elimination Handicap match, vinto dal team di Ryder col solo Big Show eliminato per squalifica. A fine match, Kane sbuca da sotto il ring e attacca Cena e Ryder, cercando di portare quest'ultimo sotto al quadrato, ma John Cena riesce a salvarlo. Il 6 gennaio presenta le dimissioni da assistente del GM di SmackDown! Teddy Long, venendo sostituito Santino Marella. Il 9 gennaio a Raw, Kane lo pedina nel backstage e lo ascolta chiedere – e ottenere – un appuntamento con Eve Torres dopo lo show: quando Eve sale sul quadrato per affrontare la campionessa femminile Beth Phoenix, la musica di Kane risuona nell'arena. Zack Ryder accorre in aiuto della ragazza e la porta con sé nel parcheggio, ma la macchina con la quale intendono scappare ha una ruota a terra. Ryder cerca di cambiarla il più in fretta possibile ma, una volta riuscitoci, non fa in tempo a salire in auto poiché arriva Kane che lo schianta su delle passerelle in legno con una Chokeslam. John Cena assiste alla scena attraverso il titantron – mentre era impegnato in un incontro con Dolph Ziggler – e corre nel parcheggio per tentare di salvare la coppia, venendo però sorpreso da Kane e messo fuori combattimento.
Ryder si infortuna piuttosto gravemente a causa di Kane e nonostante le sue condizioni fisiche precarie e il parere contrario dei medici, il 16 gennaio a Raw combatte e mette in palio il proprio titolo contro Jack Swagger. Swagger colpisce Zack nella zona infortunata del corpo ma deve effettuare su di lui ben 3 Gutwrench Powerbomb prima di poterlo schienare e diventare il nuovo United States Champion. Nella puntata di Raw del 23 gennaio, affronta Kane in un Falls Count Anywhere Match: la stipulazione vuole che se John Cena dovesse interferire nel match, Ryder non avrebbe più opportunità di riconquistare il titolo degli Stati Uniti. Il match finisce però in no-contest, poiché Kane mette K.O. Ryder con una chokeslam sulla rampa d'entrata, distruggendola e mettendo Zack in condizioni tali da non poter più proseguire il match. Dopo due giorni, nel sito della WWE, viene comunicato che Zack dovrà star lontano dallo show per alcune settimane a causa dell'infortunio della colonna vertebrale (kayfabe). Il 29 gennaio si presenta al PPV Royal Rumble in sedia a rotelle: ma dopo il match che vedeva il suo amico John Cena contro Kane (match finito in No-Contest), questi due arrivano a lottare nel backstage, dove Cena viene messo KO da Kane che poi entra nel camerino di Zack Ryder, attaccandolo e colpendolo poi con una Tombstone Piledriver, mentre fu colpito da una Chokeslam. L'infortunio di Ryder si aggrava seriamente e il sito della WWE annuncia che anche il suo proseguimento della carriera di wrestler è in forte dubbio (kayfabe). Nella puntata di Raw del 13 febbraio, torna sulla sedia a rotelle e si decide a chiedere a Eve un appuntamento per il giorno di San Valentino, ma assiste alla triste scena in cui lei bacia il suo migliore amico John Cena, andando così su tutte le furie. Alla fine dello show, ha un diverbio sul ring proprio con John Cena, finito senza alcuna rissa ma quando Zack è sul palco d'ingresso viene ancora attaccato da Kane, che gli aggrava ulteriormente l'infortunio.
Ritorna nella puntata di RAW del 5 marzo, ancora con una stampella, ma visibilmente migliorato e più vicino al ritorno sul ring, insultando ancora Eve Torres (che aveva appena vinto un match contro Alicia Fox) e chiamandola Hoeski. Nel backstage, pochi minuti dopo, viene raggiunto dalla stessa Eve, che prima cerca di spiegarsi e poi, non riuscendoci, lo bacia, lasciandolo sorpreso e sorridente. Ritorna a lottare nella puntata di Raw del 19 marzo, dove però viene sconfitto da Daniel Bryan. Lo stesso giorno nel pomeriggio aveva annunciato che avrebbe fatto parte del Team Teddy a WrestleMania XXVIII, dove avrebbe affrontato il Team Laurinaitis. Nella puntata di Smackdown! del 23 marzo viene ufficializzata la sua presenza nel Team Teddy insieme a quella di The Great Khali. A WrestleMania XXVIII, il Team Laurinaitis sconfigge il Team di Teddy Long. A fine match Eve va proprio da Zack e gli rifila un calcio nelle parti basse, evento che termina la relazione tra i due. Ad Extreme Rules interferisce nel Falls Count Anywhere Match tra Randy Orton (che poi vincerà il match) e Kane mentre i due si battevano nel backstage attaccando quest'ultimo e vendicandosi degli attacchi e degli infortuni subiti per mano del Big Red Monster. Nella puntata di Raw del 14 maggio, giorno del suo 27º compleanno, viene annunciato un match tra lui e Kane per Over the Limit, che sarà il dark match della serata, che verrà vinto da Kane.
A No Way Out, interviene nel main event Steel Cage fra John Cena e Big Show, aiutando Cena a vincere e ponendo quindi fine all'era People Power di John Laurinaitis. Nella puntata speciale del 3 luglio SmackDown!: Great American Bash, vince una 20-man Over the Top Rope Battle Royal eliminando per ultimo Kane e il venerdì successivo sarà il GM ad interim di SmackDown, per una sola sera. Dopo la puntata numero 1000 di Monday Night Raw Ryder posta un video su Tout nel quale sfida ufficialmente il neo campione Intercontinentale The Miz.
Nella puntata di Superstars precedente a Night of Champions, viene sconfitto da Cody Rhodes. Al PPV, vince la Battle Royal nel Pre-Show, eliminando per ultimo Tensai e ottiene la possibilità di sfidare Antonio Cesaro la stessa sera con lo United States Championship in palio, ma perde l'incontro a causa di una distrazione fornita da Aksana. Appare a Raw il 1º ottobre, perdendo contro il campione intercontinentale The Miz. Viene però annunciato che formerà un team con Santino Marella per decretare i primi contendenti ai titoli di coppia a Hell in a Cell. Nel loro primo match del torneo, che ha luogo il 3 ottobre nel nuovo show Main Event, riescono a sconfiggere Justin Gabriel e Tyson Kidd, avanzando nel torneo. Vengono però eliminati l'8 ottobre a Raw, in semifinale, da Cody Rhodes e Damien Sandow. A Survivor Series, nel pre-show, Marella e Ryder perdono contro Slater e Mahal. A Superstars, viene poi battuto da Tensai e a Raw, da Alberto Del Rio e infine dal campione dei Pesi Massimi Big Show.

#### Varie faide e infortunio (2013–2015)
Ryder partecipa alla Royal Rumble, entrando con il numero 24, venendo eliminato da Randy Orton. A WWE Superstars, Ryder sconfigge Heath Slater. A Raw, Ryder viene sconfitto da Jack Swagger. La stessa cosa si ripete a Smackdown, dove viene ancora sconfitto da Jack Swagger. A Raw, insieme a The Great Khali e Justin Gabriel, il 26 marzo, lotta contro i membri dello Shield, perden do il match. Il 21 aprile 2013, Ryder posta un video sul suo canale YouTube che sembra essere una nuova puntata del suo web show (chiuso l'11 gennaio dello stesso anno), ma dopo pochi secondi Ryder si toglie la parrucca (rivelando i capelli non più "a spazzola" come al solito) e il resto del merchandising, dicendo che per lui non è più possibile andare avanti e che ci saranno dei cambiamenti. In seguito Ryder incassa una serie di sconfitte da alcuni wrestler (come Cody Rhodes, Fandango e Antonio Cesaro), non riuscendo né a rilanciare la sua carriera da singolo, né tantomeno a guadagnare delle title shot o normali match ai Pay Per View.
Ritorna alla vittoria in un House Show in Australia, battendo Heath Slater, ma a Superstars dell'8 agosto perde nuovamente, in coppia con Justin Gabriel, contro i PrimeTime Players. La settimana dopo, lotta sia a Superstars, battendo di nuovo Slater, sia a SmackDown, perdendo contro il Campione Intercontinentale Curtis Axel.
Nella puntata di Raw del 16 settembre interviene in difesa di Daniel Bryan insieme a Justin Gabriel, Dolph Ziggler, Kofi Kingston, Darren Young, Titus O'Neil, i fratelli Jimmy e Jey Uso, Rob Van Dam e R-Truth contro lo Shield e Randy Orton, festeggiando sul ring insieme a-ll'American Dragon dopo aver scacciato i quattro. Nella seguente puntata di SmackDown, lui e Gabriel vengono puniti dal COO Triple H, il quale li costringe ad affrontare i membri della Wyatt Family, Luke Harper ed Erick Rowan. I due face perdono, e a fine match Bray Wyatt colpisce Ryder con la Sister Abigail. Nella puntata di WWE Superstars dell'8 novembre sconfigge Jinder Mahal. Nella puntata di WWE Superstars del 28 novembre sconfigge Fandango. Nel 2014 invece perde 2 volte contro Titus O'Neil e a Main Event perde contro Alberto Del Rio. Torna a Raw nella puntata del 7 aprile, ma perde contro il debuttante Alexander Rusev. A Battleground, prende parte alla 19-man Battle Royal per decretare il nuovo campione intercontinentale non riuscendo a vincere. Nella puntata di Raw post-PPV ottiene la prima vittoria del 2014 sconfiggendo Fandango. Dopo il match Layla e Summer Rae baciano Zack Ryder. Nel novembre 2014, dopo aver perso un match contro Rusev, annuncia di essersi infortunato gravemente alla spalla, che necessiterà di intervento chirurgico. Il tempo di recupero previsto è di 6 mesi.

#### Intercontinental Champion (2015–2016)

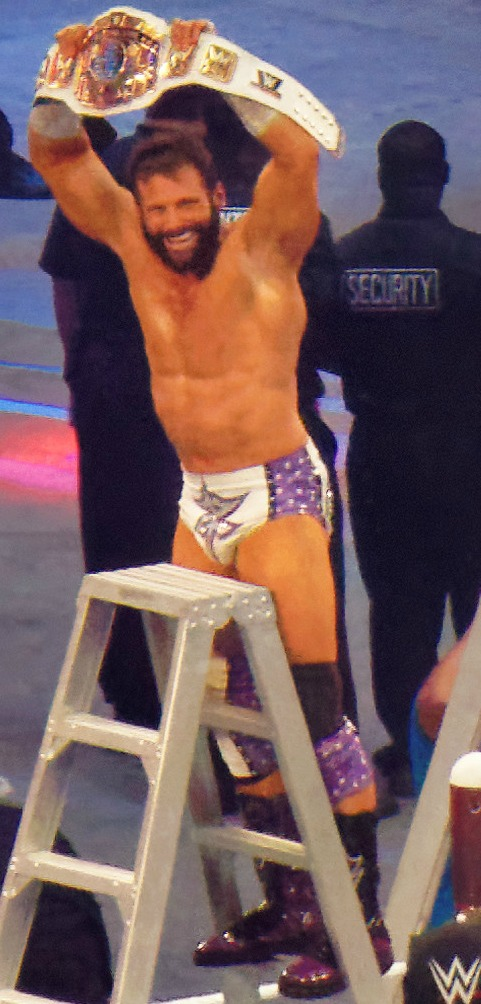
Zack Ryder nel 2016

Ritorna alla Royal Rumble entrando con il numero 9 ma viene subito eliminato da Bray Wyatt. Nella puntata di Main Event del 17 febbraio, perde contro Stardust. A Raw partecipa ad una battle royal come anticipazione della Andrè the Giant battle royal, ma viene eliminato da Mark Henry, Stessa settimana a Main Event, batte ancora Adam Rose. Nella puntata del 23 marzo di Raw affronta insieme a Ryback, Titus O'Neil, Darren Young e Erick Rowan, The Miz, Damien Sandow, Gli Ascension e Adam Rose, vincendo il match. A Wrestlemania Combatte nella Andrè the Giant Memorial Battle Royal, ma viene eliminato da Bo Dallas. Nella puntata di Superstars del 16 aprile, Sconfigge Heath Slater, nel Main Event. Ma a Main Event la stessa settimana, perde contro Bo Dallas. Nella puntata del 20 aprile di Raw, affronta Sheamus, perdendo per squalifica. Nella puntata del 5 maggio di Main Event, perde contro Adam Rose. La settimana dopo, sempre a Main Event, perde insieme a Jimmy Uso contro, Luke Harper e Erick Rowan. La settimana dopo a Raw, insieme a Fandango affronta di nuovo Harper e Rowan, perdendo. Il giorno dopo a Main Event, ottengono il Rematch, ma perdono di nuovo. Nella puntata del 25 maggio di Raw, accetta la Open Challange di John Cena con il palio il titolo degli Stati Uniti, ma viene sconfitto disputando comunque un buon match e andando vicino alla vittoria svariate volte. Stessa settimana a Main Event, ritorna alla vittoria battendo, Heath Slater. A Elimination Chamber, ha un match contro, Stardust, che non riesce a vincere. Nella puntata del 4 giugno di SmackDown, accetta la Open Challenge di Kevin Owens con in palio il titolo NXT, ma viene sconfitto in pochi minuti. A Main Event del 9 giugno, perde contro Adam Rose. Il 10 giugno, a NXT in coppia con Mojo Rawley batte Elias Samson e Mike Rallis.
A Raw del 21 marzo viene inserito in un Triple Threat Match per determinare lo sfidante all'Intercontinental Championship di Kevin Owens in cui affrontava Sin Cara e Stardust, il match è terminato con un no contest per una rissa scoppiata fuori dal ring che ha coinvolto lo stesso Ryder. Per questo Stephanie McMahon ha annunciato nella stessa serata che a WrestleMania 32 ci sarà un Ladder Match per lo stesso titolo in cui i partecipanti saranno il campione Kevin Owens, Dolph Ziggler, The Miz, Sami Zayn, Stardust, Sin Cara e lo stesso Ryder. Nella puntata di SmackDown del 23 marzo Ryder, Stardust e Sin Cara interrompono il Tag Team Match tra Dolph Ziggler e Sami Zayn contro Kevin Owens e The Miz, dopo una rissa l'ultimo a rimanere in piedi con una Rough Ryder su Owens è proprio Zack Ryder. Nella puntata di Raw del 28 marzo Ryder sconfigge Chris Jericho a causa dell'interferenza di AJ Styles. Il 3 aprile a WrestleMania 32 sconfigge Stardust, Sami Zayn, Sin Cara, The Miz, Dolph Ziggler e Kevin Owens in un Ladder Match laureandosi nuovo Intercontinental Champion. Tuttavia, la sera successiva a Raw, Ryder ha perso il titolo contro The Miz, a causa della distrazione di Maryse (moglie di Miz). Nella puntata di SmackDown del 7 aprile Ryder viene nuovamente sconfitto da Miz nel rematch titolato sempre a causa dell'interferenza di Maryse. Nella puntata di Raw del 2 maggio Ryder ha preso parte ad una 20-man Battle Royal per determinare lo sfidante allo United States Championship detenuto da Kalisto; Ryder è rimasto sul ring fino alla fine come secondo sopravvissuto prima di essere eliminato da Rusev, che è diventato lo sfidante al titolo. Nella puntata di SmackDown del 26 maggio viene sconfitto da Alberto Del Rio in un match di qualificazione al Money In the Bank Ladder match dell'omonimo pay-per-view. A Raw il 4 luglio prende parte ad un 16-man Tag Team Elimination match come componente del "Team U.S.A." (insieme a Big Show, Kane, Jack Swagger, Mark Henry, Apollo Crews e i Dudley Boyz contro la "Multinational Alliance" (formata da Sheamus, Alberto Del Rio, Cesaro, Chris Jericho, i Lucha Dragons, Kevin Owens e Sami Zayn) ed è stato proprio grazie a lui che il suo team ha ottenuto la vittoria finale. Nella puntata di SmackDown del 7 luglio ha sconfitto Sheamus e ha preteso un match contro Rusev per lo United States Championship. A Raw dell'11 luglio ha sfidato pubblicamente Rusev per il titolo a Battleground, sfida che Rusev ha accettato attaccando Ryder al termine del match perso da quest'ultimo contro Sheamus.

#### Alleanza con Mojo Rawley (2016–2017)
Con la Draft Lottery avvenuta nella puntata di SmackDown del 19 luglio, Ryder è stato trasferito nel roster di SmackDown. Il 24 luglio a Battleground Ryder è stato sconfitto da Rusev, non riuscendo a conquistare lo United States Championship. Nella puntata di SmackDown del 26 luglio Ryder ha partecipato ad una Battle Royal per determinare uno dei sei sfidanti del Six-Pack Challenge match per determinare lo sfidante al WWE World Championship di Dean Ambrose ma è stato eliminato da Kane. Essendo Mojo Rawley, suo compagno negli Hype Bros ad NXT, stato trasferito nel roster di SmackDown i due hanno riformato il tag team. Nella puntata di Main Event del 29 luglio gli Hype Bros trionfano sui Vaudevillains. Sempre a Main Event, il 6 agosto, gli Hype Bros sconfiggono gli Ascension. Nella puntata di Main Event dell'11 agosto gli Hype Bros hanno trionfato sui Breezango. Nella puntata di SmackDown del 16 agosto gli Hype Bros, gli American Alpha e gli Usos hanno trionfato sui Vaudevillains, i Breezango e gli Ascension in un 12-Man Tag Team match. Il 21 agosto nel Kick-off di SummerSlam gli Hype Bros, gli American Alpha e gli Usos hanno sconfitto i Breezango, i Vaudevillains e gli Ascension (come il 16 agosto a SmackDown). Il 25 agosto a Main Event gli Hype Bros hanno sconfitto i Vaudevillains. Nella puntata di SmackDown del 23 agosto è stato annunciato il WWE SmackDown Tag Team Championship e, per questo motivo, è stato indetto un torneo per decretare i due team che si affronteranno l'11 settembre a Backlash. Nella successiva puntata di SmackDown del 27 agosto gli Hype Bros hanno affrontato e sconfitto i Vaudevillains nei quarti di finale del torneo per il WWE SmackDown Tag Team Championship. Nella puntata di SmackDown del 6 settembre gli Hype Bros sono stati sconfitti dal team formato da Heath Slater e Rhyno in semifinale, venendo eliminati. Tuttavia, poiché gli American Alpha sono stati costretti a lasciare vacante il loro posto in finale a causa di un infortunio di Chad Gable, gli Hype Bros hanno affrontato gli Usos per avere un posto in finale ma sono stati sconfitti. Nella puntata di SmackDown del 13 settembre gli Hype Bros sono stati nuovamente sconfitti dagli Usos. Nella puntata di SmackDown del 4 ottobre gli Hype Bros sono ritornati sconfiggendo i Vaudevillains. Il 9 ottobre nel Kick-off di No Mercy gli Hype Bros e gli American Alpha hanno sconfitto gli Ascension e i Vaudevillains. Nella puntata di Main Event del 13 ottobre gli Hype Bros hanno sconfitto nuovamente i Vaudevillains. Sempre a Main Event, il 20 ottobre, Ryder ha sconfitto Tyler Breeze. Nella puntata di SmackDown del 25 ottobre gli Hype Bros hanno sconfitto gli Ascension in un Survivor Series Qualyfing match. Nella puntata di Main Event dell'11 novembre gli Hype Bros sono stati sconfitti dagli Usos. Il 20 novembre a Survivor Series gli Hype Bros hanno preso parte al 10-on-10 Traditional Survivor Series Tag Team Elimination match come parte del Team SmackDown contro il Team Raw, ma sono stati eliminati da Luke Gallows e Karl Anderson, mentre il Team Raw ha vinto l'incontro. Nella puntata di SmackDown del 22 novembre gli Hype Bros hanno partecipato ad un Tag Team Turmoil match per decretare i contendenti n°1 al WWE SmackDown Tag Team Championship di Heath Slater e Rhyno ma sono stati eliminati dai Breezango. Il 4 dicembre, nel Kick-off di TLC: Tables, Ladders & Chairs, gli Hype Bros, gli American Alpha e Apollo Crews hanno sconfitto gli Ascension, i Vaudevillains e Curt Hawkins. Nella puntata di SmackDown del 6 dicembre gli Hype Bros hanno sconfitto gli Ascension. Nella puntata di SmackDown del 13 dicembre gli Hype Bros hanno vinto una Battle royal che comprendeva anche gli American Alpha, gli Ascension, i Breezango, Heath Slater e Rhyno e i Vaudevillains diventando i contendenti n°1 al WWE SmackDown Tag Team Championship. Zack Ryder è stato l'ultimo sopravvissuto che ha eliminato Konnor degli Ascension, aggiudicandosi la contesa. A causa di un impatto con l'apron ring, però, Ryder si è infortunato alla gamba e sarà costretto a restare fuori dal ring per 4-9 mesi, costringendo gli Hype Bros a rinunciare alla loro opportunità titolata. Ryder è successivamente ritornato nella puntata di SmackDown del 13 giugno con l'intenzione di riformare gli Hype Bros, dato che Mojo Rawley si era affermato nella competizione singola. Il 18 giugno 2017, nel Kick-off di Money in the Bank, gli Hype Bros hanno sconfitto i Colóns. Nella puntata di SmackDown del 27 giugno gli Hype Bros sono stati sconfitti dai WWE SmackDown Tag Team Champions, gli Usos (se gli Hype Bros avessero vinto avrebbero ottenuto una chances titolata). Nella puntata di SmackDown del 4 luglio gli Hype Bros hanno partecipato all'Indipendence Day Battle Royal per determinare lo sfidante allo United States Championship di Kevin Owens ma sono stati eliminati: Ryder è stato inspiegabilmente eliminato da Rawley mentre quest'ultimo è stato eliminato da Sami Zayn. Nella puntata di SmackDown del 22 agosto gli Hype Bros sono stati sconfitti dai WWE SmackDown Tag Team Champions, gli Usos, in un match non titolato. Nella puntata di Sin City SmackDown Live del 12 settembre gli Hype Bros sono stati sconfitti da Chad Gable e Shelton Benjamin; nel post match Rawley ha stretto la mano ai due vincitori, mentre Ryder se n'è andato via, deluso. Nella puntata di SmackDown del 19 settembre gli Hype Bros sono stati sconfitti dai WWE SmackDown Tag Team Champions Big E e Kofi Kingston del New Day in un match non titolato. Nella puntata di SmackDown del 26 settembre gli Hype Bros sono stati sconfitti dagli Usos. L'8 ottobre, nel Kick-off di Hell in a Cell, gli Hype Bros sono stati sconfitti da Chad Gable e Shelton Benjamin. Nella puntata di SmackDown del 10 ottobre gli Hype Bros hanno partecipato ad un Fatal 4-Way match che comprendeva anche gli Ascension, i Breezango e Chad Gable e Shelton Benjamin per determinare i contendenti n°1 al SmackDown Tag Team Championship degli Usos ma il match è stato vinto da Benjamin e Gable. Nella puntata di SmackDown del 21 novembre gli Hype Bros sono stati sconfitti dai Bludgeon Brothers. Nella puntata di SmackDown del 28 novembre gli Hype Bros sono stati nuovamente sconfitti dai Bludgeon Brothers; nel post match, inoltre, Rawley ha effettuato un turn heel attaccando Ryder alle spalle, segnando di fatto la fine del loro team.

#### Competizione singola (2017–2019)
Il 17 dicembre, nel Kick-off di Clash of Champions, Ryder è stato sconfitto dal suo ex-compagno negli Hype Bros Mojo Rawley. Nella puntata di SmackDown del 9 gennaio 2018 Ryder è stato sconfitto da Mojo Rawley nei quarti di finale di un torneo per la riassegnazione dello United States Championship (reso vacante da Dolph Ziggler). Nella puntata di SmackDown del 30 gennaio Ryder ha partecipato ad un Fatal 4-Way match che includeva anche Jinder Mahal, Kofi Kingston e Rusev per determinare lo sfidante allo United States Championship di Bobby Roode ma il match è stato vinto da Rusev. Nella puntata di SmackDown del 3 aprile Ryder, Tye Dillinger e i Breezango sono stati sconfitti da Baron Corbin, Dolph Ziggler, Mojo Rawley e Primo Colón. L'8 aprile, nel kickoff di WrestleMania 34, Ryder ha partecipato all'annuale André the Giant Memorial Battle Royal ma è stato eliminato da Mojo Rawley.
Con lo Shake-up del 16 aprile Ryder è passato al roster di Raw. Nella puntata di Main Event del 25 aprile Ryder ha sconfitto Mike Kanellis. Nella puntata di Main Event del 9 maggio Ryder ha sconfitto Curt Hawkins. Nella puntata di Main Event del 16 maggio Ryder è stato sconfitto da Jinder Mahal. Nella puntata di Raw del 31 dicembre Ryder è apparso per la prima volta di fatto dallo Shake-up, combattendo in una Battle Royal per determinare l'avversario di Dean Ambrose per l'Intercontinental Championship per quella stessa sera ma è stato eliminato da Baron Corbin.

#### Alleanza con Curt Hawkins (2019–2020)
Nella puntata di Raw 28 gennaio 2019 Ryder, dopo essersi riunito con il suo ex-compagno di team Curt Hawkins, ha affrontato i Revival insieme ad Hawkins ma sono stati sconfitti. Nella puntata di Raw del 18 febbraio Ryder e Hawkins sono stati sconfitti dai Lucha House Party (Gran Metalik e Lince Dorado). Nella puntata di Raw del 4 marzo Hawkins e Ryder hanno partecipato ad un Gauntlet match per determinare i contendenti n°1 al Raw Tag Team Championship dei Revival ma sono stati eliminati per ultimi dagli Heavy Machinery. Il 7 aprile, nel Kick-off di WrestleMania 35, Ryder e Hawkins hanno sconfitto i Revival conquistando il Raw Tag Team Championship. Nella puntata di Raw dell'8 aprile Hawkins e Ryder hanno difeso i titoli contro i Revival. Nella puntata di Raw del 15 aprile Hawkins, Ryder, Aleister Black e Ricochet sono stati sconfitti dai Revival e i Viking Experience. Nella puntata di Raw del 29 aprile Hawkins e Ryder hanno sconfitto i Revival in un match non titolato. Nella puntata di Raw del 6 maggio Hawkins e Ryder sono stati sconfitti dai Viking Raiders in un match non titolato. Nella puntata di Raw del 10 giugno Hawkins e Ryder hanno perso i titoli a favore dei Revival in un Triple Threat match che comprendeva anche gli Usos dopo 64 giorni di regno. Nella puntata di Raw del 15 luglio Ryder ha sconfitto Mike Kanellis in pochissimi secondi. Nella puntata speciale Raw Reunion del 22 luglio Ryder e Curt Hawkins sono stati pesantemente sconfitti dai Viking Raiders. Nella puntata di Raw del 2 settembre Hawkins e Ryder sono stati sconfitti da Dolph Ziggler e Robert Roode. Nella puntata di Raw del 21 ottobre Hawkins e Ryder sono stati sconfitti dai Raw Tag Team Champions, i Viking Raiders, in un match non titolato. Nella puntata di Raw del 25 novembre Hawkins e Ryder sono stati sconfitti dai rientranti AOP. Nella puntata di Raw del 9 dicembre Ryder è stato sconfitto da Buddy Murphy. Nella puntata di Raw del 23 dicembre Ryder è stato sconfitto da Drew McIntyre. Nella puntata di Raw del 30 dicembre Hawkins e Ryder sono stati sconfitti da Drew McIntyre in un 2-on-1 Handicap match.  L'8 marzo, nel Kick-off di Elimination Chamber, Hawkins e Ryder sono stati sconfitti dai Viking Raiders. Nella puntata di Raw del 9 marzo Ryder è stato sconfitto da Bobby Lashley.
Il 15 aprile Ryder è stato licenziato, insieme a numerosi altri colleghi, per far fronte alle difficoltà causate dalla pandemia di COVID-19.

### All Elite Wrestling / Ring of Honor (2020; 2024)
Lasciata la WWE comincia a lavorare per la All Elite Wrestling effettuando qualche apparizione limitata utilizzando il suo vero nome, Matt Cardona. Debuttò il 29 luglio 2020, durante una puntata di Dynamite, salvando Cody Rhodes da un'aggressione da parte di Alex Reynolds & John Silver del Dark Order. Combatte sul ring per la prima volta il 5 agosto a Dynamite, sconfiggendo, in coppia con Cody, Reynolds e Silver. All'evento in pay-per-view All Out il 5 settembre, lotta insieme a Dustin Rhodes, Q. T. Marshall e Scorpio Sky in un eight-man tag team match sconfiggendo Mr. Brodie Lee, Colt Cabana, Evil Uno e Stu Grayson del Dark Order.4.
Il 30 marzo 2024 a Collision, torna nella AEW per la prima volta fin dal 2020, accettando la sfida aperta di Adam Copeland per il titolo AEW TNT Championship. Nel match viene sconfitto.
Il 5 dicembre 2024 debutta nella Ring of Honor (ROH) (compagnia di proprietà della AEW), sfidando Chris Jericho a un match con in palio il titolo ROH World Championship da disputarsi a Final Battle, ma all'evento viene da lui sconfitto.

### National Wrestling Alliance (2021)
Il 4 dicembre 2021 all'evento NWA Hard Times 2, Cardona esordì nella National Wrestling Alliance attaccando il NWA Worlds Heavyweight Champion Trevor Murdoch al termine del suo match con Mike Knox. Il 12 febbraio 2022 al ppv NWA PowerrrTrip sconfisse Murdoch conquistando il titolo. L'11 giugno a NWA Alwayz Ready, Cardona è costretto a rendere vacante il titolo a causa di un infortunio. Il 12 novembre all'evento Hard Times 3, Cardona lotta in un three-way match per il titolo, che viene vinto da Tyrus schienando il campione in carica Murdoch.

### Circuito indipendente (2020–2023)
Il 5 Giugno a Stadium Series, evento della Warrior Wrestling, lotta un match contro Sam Adonis e si proclama nuovamente Internet Champion. Il giorno seguente debutta in GCW durante l'evento Zombie Walk attaccando da heel il campione dei pesi massimi GCW Nick Gage, travestito da druido e fingendo di essere Jon Moxley, dopo aver eseguito una sua probabile nuova finisher (identica alla Paradigm Shift), si toglie il cappuccio rivelando di essere Cardona. Il 7 Giugno fa un promo su Instagram sfidando Gage in un match titolato a GCW Homecoming. Il 24 luglio Cardona batte Gage nel Main Event di Homecoming diventando così per la prima volta campione dei pesi massimi della GCW provocando l'ira degli spettatori presenti che l'hanno preso di mira con oggetti, tra cui bicchieri bottigliette e spazzatura. Il 4 settembre perde il titolo della GCW contro Jon Moxley. Il 14 gennaio 2022 all'evento GCW Most Notorious, Cardona sconfigge Rhino vincendo il titolo ECW World Television Championship. Il giorno successivo egli getta pubblicamente la cintura in un bidone della spazzatura. All'evento GCW Welcome to Heartbreak a Los Angeles, Myers e Cardona si riuniscono insieme a Chelsea Green come "The Major Players", venendo sconfitti da X-Pac e Joey Janela nel main event.
Il 21 maggio 2023, durante la finale del torneo King of DDT 2023, la DDT Pro-Wrestling ha annunciato che Cardona (accompagnato da Steph De Lander) avrebbe sfidato Tetsuya Endo per il DDT Universal Championship il 23 luglio, al Wrestle Peter Pan 2023. All'evento, Cardona ha sconfitto Endo per vincere il titolo.
Nel luglio 2023 all'evento Never Say Never, fu annunciato che Cardona aveva firmato per la Major League Wrestling. Il 3 settembre (accompagnato da Mister Saint Laurent) sconfigge Mance Warner in un No Holds Barred Kiss My Foot match. A Slaughterhouse, Cardona si confronta a viso aperto con l'MLW World Heavyweight Champion Alex Kane, dichiarando di essere lui a dover essere il vero campione. Il 2 novembre la MLW annunciò sui social media che Cardona avrebbe sfidato Kane per il titolo a One Shot. All'evento, viene sconfitto da Kane.

### Total Nonstop Action (2024–presente)
Il 28 marzo 2024 a TNA Impact!, Cardona aiutò Steph De Lander a vincere un Eight-woman tag team match facendola diventare la prima sfidante al titolo TNA Knockouts World Championship detenuto da Jordynne Grace.. L'11 aprile 2024 i due fanno una seconda apparizione aggredendo Jordynne Grace.
Nella puntata del 1º agosto di TNA Impact, Cardona riapparve ed assalì PCO durante il suo "matrimonio" (kayfabe) con De Lander.

## Z! True Long Island Story
Il 19 ottobre del 2010 Zack Ryder crea un account YouTube chiamato LongIslandIcedZ, ed il 17 febbraio 2011 carica il primo episodio di Z! True Long Island Story, una sorta di show della durata media di 5 minuti, sulla falsariga di quelli realizzati dal sito ufficiale della WWE, con la differenza che Z! True Long Island Story è scritto unicamente da Ryder e non è in alcun modo un prodotto della compagnia di Stamford, sebbene in esso effettuino presenze occasionali e cameo diverse personalità legate all'ambiente della WWE, come Scott Stanford, John Cena o l'ex tag-team partner Curt Hawkins. Nello show, Ryder commenta i vari eventi accaduti nell'universo WWE in settimana, creando vari sketch comici sia da solo che con il padre, accanito fan di John Morrison. Inoltre Ryder all'interno di Z! True Long Island Story cerca di farsi una sorta di auto-promozione, suggerendo ai fans di esporre cartelli riguardanti lui stesso agli show della WWE, e riscuotendo ben presto un grandissimo successo tra la parte del pubblico "smart", ovvero quella cosciente del fatto che il wrestling sia scritto a tavolino, che farà ben presto di esso un vero e proprio fenomeno internet, visualizzando i suoi video e riempiendo le arene di Raw e Smackdown! con decine di cartelli riguardanti lo stesso wrestler newyorchese, al punto da costringere la WWE, come successo nella tappa inglese di RAW del 18 aprile 2011, a rimuoverne alcuni. L'aspetto più curioso della vicenda, come ammesso dallo stesso Ryder nel video successivo alla puntata, era che il lottatore nemmeno si trovava in Inghilterra.
Il primo episodio di Z! True Long Island Story riceve più di 100000 visualizzazioni in una settimana. Con il dodicesimo episodio di Z! True Long Island Story, Ryder raggiunge la somma complessiva di più di un milione di visualizzazioni (non singole) dei vari episodi dello show, mentre il diciassettesimo segna il sorpasso delle 2 milioni di visualizzazioni. Il 26 aprile Ryder partecipa alla live chat dei draft supplementari della WWE, riscuotendo anche qui un grandissimo successo da parte dei fan. Il 28 aprile si proclama il primo WWE Internet Champion durante il suo show, mostrando una replica del WWE Intercontinental Championship composta dai simboli dei principali social network e dalla "Z!", trademark di Z! True Long Island Story; questi ultimi vanno a sostituire i vari continenti presenti solitamente sull'Intercontinental Championship. Nel ventiquattresimo episodio l'Internet Championship cambia aspetto e diventa una cintura più grande con al centro il volto stilizzato di Zack Ryder, utilizzato solitamente per le magliette. Lo show è stato inoltre retwittato da varie Superstars WWE. Durante il cinquantesimo episodio, viene annunciato il trasferimento dello show sul canale YouTube della WWE. Successivamente Ryder indice una Open Challenge, in cerca di uno sfidante che voglia sottrargli il titolo da lui creato, nella serata di WrestleMania XXIX, con Dolph Ziggler che accetta la sua sfida. Tale incontro però non avrà mai luogo (Ziggler lottò e perse un match valido per il WWE Tag Team Championship, lottando insieme a Big E Langston contro i campioni del Team Hell No, mentre Ryder rimase inoperoso).
Il trasferimento dello show sui canali ufficiali WWE viene criticato più volte dall'ancora Internet Champion, che in maniera a volte scherzosa e in altre circostanze più dura accusa la federazione di applicare una forma di censura nei confronti del suo lavoro. Parallelamente il suo push a Raw subisce un arresto, con una prima serie di brucianti sconfitte inaugurate dalla faida contro Kane.
Lo show viene chiuso l'11 gennaio 2013 con la puntata numero 100, ma il 21 aprile Ryder posta un video sul suo canale YouTube che sembra essere una nuova puntata. Dopo pochi secondi però Ryder si toglie la parrucca (rivelando i capelli non più "a spazzola" come al solito) e il resto del merchandising, dicendo che per lui non è più possibile andare avanti e che ci saranno dei cambiamenti, facendo quindi presagire un turn heel del ragazzo di Long Island. Alla fine tutto ciò non è successo e Zack Ryder rimase face.
L'anno successivo, nell'ottobre 2014, va in onda l'episodio numero 101 di Z! True Long Island Story, con protagonista Zack Ryder e l'amico Scott Stanford che girarono una puntata speciale dello show nel corso di The JBL (Not Cole) Show, sul canale YouTube ufficiale della WWE.. Oltre a JBL, gli ospiti dell'episodio furono Hornswoggle, Alicia Fox, Renee Young e Cesaro.

## Vita privata
Il 31 dicembre 2021 si è sposato con la collega lottatrice Chelsea Green, con la quale era fidanzato da lungo tempo.
Cardona è fin da bambino un grande appassionato di action figure di wrestling, tanto da autodefinirsi "il Michael Jordan del collezionismo di action figure di wrestling". Grazie a questa sua passione, per la quale ha dichiarato di aver speso negli anni oltre un milione di dollari, conduce il Major Wrestling Figure Podcast insieme a Brian Myers, ed è inoltre apparso nel documentario di Travel Channel Toy Hunter.

## Personaggio

### Mosse finali
- Elbro Drop (Diving elbow drop)

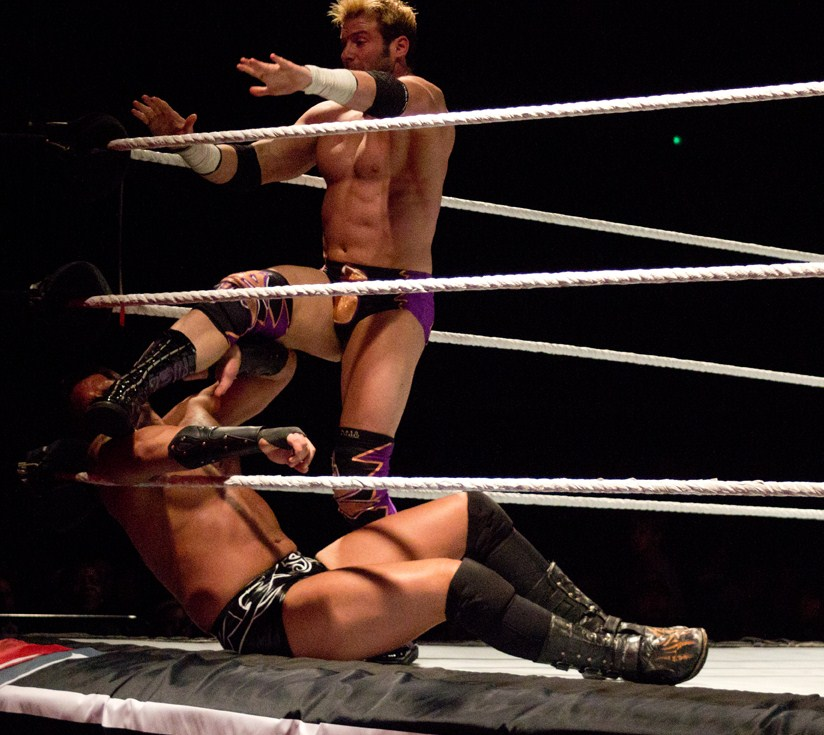
Zack Ryder mentre esegue il Broski Boot su Conor O'Brian

- Rough Ryder/Radio Silence (Jumping leg lariat)
- Zack Attack (Inverted overdrive) – 2009-2010

### Manager
- Alicia Fox
- Chelsea Green
- Eve Torres
- Hornswoggle
- Rosa Mendes
- Steph De Lander

### Soprannomi
- "Broski 5 Beltz"
- "Cinderella Man"
- "Internet Sensation"
- "Long Island Broski"
- "Long Island Loudmouth"
- "Long Island Iced-Z"
- "New Heart and Soul of ECW"
- "Ultimate Broski"
- "Woo Woo Woo Kid"

## Titoli e riconoscimenti
- Absolute Intense Wrestling
  - AIW Absolute Championship (2)
  - AIW Intense Championship (1)
- All Stars Wrestling
  - ASW Heavyweight Championship (1)
- Deep South Wrestling

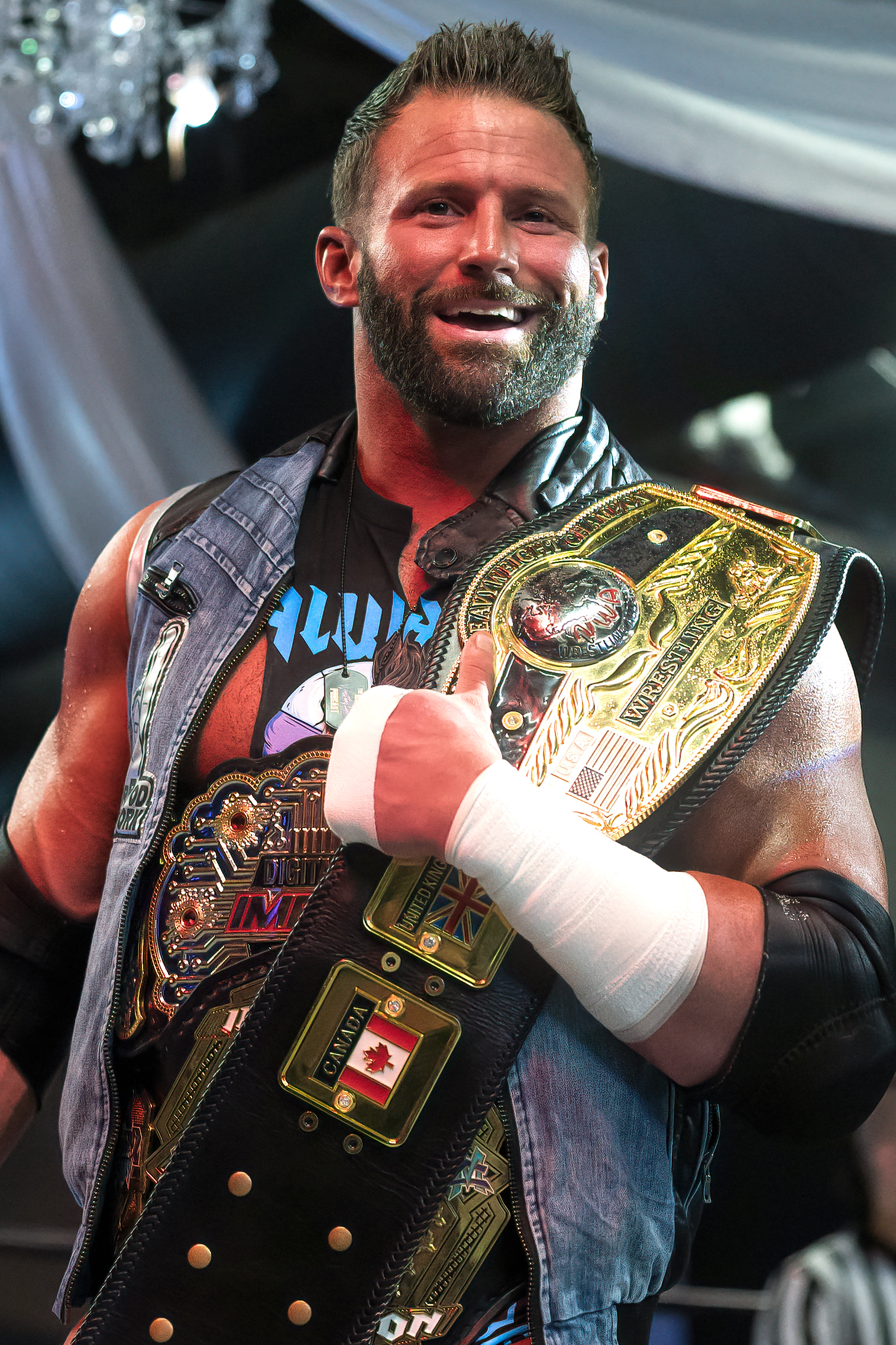
Matt Cardona con l'NWA World Heavyweight Championship

  - DSW Tag Team Championship (2) – con Brian Majors
- Empire State Wrestling
  - ESW Heavyweight Championship (1)
- Game Changer Wrestling
  - GCW World Championship (1)[41]
- House of Glory
  - HOG World Heavyweight Championship (1)
- Impact Wrestling
  - Impact Digital Media Championship (1)
- National Wrestling Alliance
  - NWA World Heavyweight Championship (1)
- New York Wrestling Connection
  - NYWC Heavyweight Championship (1)
  - NYWC Tag Team Championship (2) – con Brian Myers
- Ohio Valley Wrestling
  - OVW Southern Tag Team Championship (1) – con Brian Majors
- Premier Wrestling Federation
  - PWF New Jersey Tag Team Championship (1) – con Bryan Myers
- Pro Wrestling Illustrated
  - 13º tra i 500 migliori wrestler singoli nella PWI 500 (2022)
- Squared Circle Expo
  - SCE Championship (1)
- World Series Wrestling
  - WSW World Heavyweight Championship (1)
- World Wrestling Entertainment
  - WWE Intercontinental Championship (1)
  - WWE United States Championship (1)
  - World Tag Team Championship (2)[42] – con Curt Hawkins
- Wrestling Showcase
  - Wrestling Showcase Championship (1)